# Canon EOS M
La Canon EOS M è la prima fotocamera con obiettivo intercambiabile mirrorless prodotta da Canon.
Digital Photography Review (DPReview) ha osservato che EOS M è effettivamente una versione in miniatura della Canon EOS 650D, introdotta a giugno 2012, con un'interfaccia fisica più semplice. La lettera M in EOS M sta per "mobilità" e EOS significa "Electro-Optical System".
È stata sostituita dalla Canon EOS M2 alla fine del 2013; la Canon EOS M3 a febbraio 2015; la Canon EOS M10 nell'ottobre 2015; e la Canon EOS M6 ad agosto 2017.
Il 27 giugno 2013 è stata distribuita la versione del firmware 2.0.2 con "Miglioramento della velocità di messa a fuoco in modalità AF One-Shot", tra le altre correzioni e miglioramenti. L'aggiornamento del firmware "ha infatti migliorato sensibilmente la velocità di EOS M" rispetto al firmware iniziale della fotocamera, ma le sue prestazioni di messa a fuoco automatica "non erano ancora così veloci come molte altre fotocamere compatte di sistema".